# Paolo Ferrarese
Pour les articles homonymes, voir Ferrarese.
Œuvres principales
- Passiones, Lamentationes, Responsoria, etc.
- Responsoria hebdomadae sanctae
- Mottetti, madrigali e canzoni

Paolo Ferrarese (Don Paulus Ferrariensis, Don Paulus Ferraris, Don Paolo Ferrarese, Paolo detto da Ferrara ou Ferrarese ) est un religieux bénédictin italien, compositeur et poète italien natif de Ferrare et qui fut actif à Venise durant la seconde moitié du XVIe siècle. Don Paolo se consacra à l'art de la musique polyphonique et participa à l'un des modes d’expression les plus typiques de la Renaissance italienne.

## Biographie
Paolo Ferrarese est connu principalement pour avoir composé une vaste série de chants polyphoniques pour la Semaine sainte. Cette collection, publiée en 1565, représente l'une des sommes les plus complètes de liturgie de la Semaine sainte. Une raison pour la production d’une œuvre aussi complète serait le fait que, avec la clôture des travaux du Concile de Trente (qui se sont déroulés de 1545 à 1563, avec des interruptions), une nouvelle liturgie et de nouvelles formes musicales furent introduites. L'œuvre de Paolo da Ferrara constitua l'une des premières manifestations de cette réforme. Le Concile exerça une influence notable sur la musique, en l'occurrence sur le chant grégorien. On s'efforça de le ramener à la pureté originale en éliminant tous les artifices qui s'étaient ajoutés au fil des siècles. Ce fut ainsi que fut abolie une grande partie des séquences et toute trace de musique profane fut également bannie.
La publication de 1565, laquelle recueille 93 chants, contient diverses passions, lamentations, répons, miserere et autre chants liturgiques.
Cette œuvre de Paolo Ferrarese fut publiée en exécution d'une commande spéciale de Don Benedetto Venetiano (ou « Vinitiano »), procurateur de la congrégation des moines bénédictins cassinais de San Giorgio Maggiore, établie sur une île située en face de la Place Saint-Marc. Elle fut publiée en quatre volumes par Girolamo Scotto (Hieronymus Schotus) à Venise. Peu après sa publication l’œuvre de Paolo Ferrarese apparaissait déjà en vente à la foire de Francfort par l’entremise du commerçant de livre augsbourgeois Georg Willer (1514-1593), qui était le principal marchand de livre d'Augsbourg.
D'autres œuvres liturgiques ultérieures furent attribuées à Don Paolo : Psalmi omnes qui ad vesperas publiés en 1578, Responsoria hebdomadae sanctae (1592), Letanie della Madonna (1607).

## Œuvres et catalogues
1. Passiones, lamentationes, Responsoria, Benedictus, Miserere, multaque alia devotissima cantica ad Offitium hebdomadae sanctae pertinentia, d. Pauli Ferrariensis, monachi divi Benedicti, Congregationis Cassinensis, Venetijs, apud Hieronymum Scotum, MCXV[1],[2] ;
2. Responsoria hebdomadae sanctae D. Pauli Ferraris Monaci S. Benedicti. - D. Hieronimo Zino Bonon.s Congregationis S. Georgii alga Veneti canonico scribente 1592[3] ;
3. Mottetti, madrigali e canzoni a tre, quattro, cinque e sei voci di Costanzo Festa, Marchetto, Tromboncino, Paolo da Ferrara monaco di S. Benedetto; di Josquin, Jo. Mouton, Jachet, P. Molu, Sebast. Gallus, Claudin, Verdelot. - Ms. del secolo XVI in 8° obl. Il solo tenore[4].

## Localisation des œuvres
- Museo Internazionale e Biblioteca della Musica, Bologne, 310.
- British Library, Londres, D.83.

## Contenu de la collection de 1565
1. Voces Christi & Judeorum ad passionem Domini secundum Matthaeum
2. Improperium expectavit cor meum
3. Adoramus te Jesu Christe
4. Pater si non potest hic calix
5. Turba in passione Domini secundum Marcum
6. Et cum iam sero
7. Adoramus te Jesu Christe
8. Turba in passione Domini secundum Lucam
9. Et ecce vir nomine Joseph
10. Adoramus te Jesu Christe
11. Incipit lamentatio Hieremiae Prophetae
12. In monte Oliveti
13. He. Facti sunt hostes eius
14. Tristis est anima mea
15. Teth. Sondes eius impedibus eius
16. Ecce vidimus eum non habentem speciem
17. Amicus meus osculi
18. Judas mercator pessimus
19. Unus ex discipulis
20. Eram quasi agnus innocens
21. Una hora non potuistis
22. Seniores populi consilium
23. Benedictus Dominus Deus Israel
24. Miserere mei Deus secundum
25. Christus factus est pro nobis
26. Dextera Domini fecit virtutem
27. Adoramus te Christe
28. Ave verum corpus
29. Dominus Jesus postquam cenavit
30. Pangue lingua gloriosi corporis
31. Pangue lingua
32. Sacris solemniis
33. Cum autem venissem
34. Ecce vidimus eum non habentem speciem
35. Cum vero venissem
36. Sepulto Domino
37. Sepulto Domino
38. Sepulto Domino
39. Ubi caritas et amor
40. Sequitur in lamentatione Hieremiae
41. Omnes amici mei
42. He. Factus es Dominus
43. Velum templi scissum
44. Teth. Defixae sunt in terram
45. Vinea mea electa
46. Tamquam ad latronem
47. Tenebrae factae sunt
48. Animam meam dilectam
49. Tradiderunt me in manus impiorum
50. Jesum tradidit impius
51. Caligaverunt oculi mei
52. Benedictus Dominus Deus Israel
53. Miserere mei Deus secundum
54. Benedictus Dominus Deus Israel. 4. Toni
55. Miserere mei Deus secundum
56. Voces Christi et Judeorum in passione Domini secundum Joannem
57. Stabat iuxta crucem
58. Pange lingua gloriosi praelium
59. Stabat mater
60. Plangent eum
61. Cum autem venissem
62. Cum autem venissem
63. Ave verum corpus
64. Ave Domine Jesu Christe
65. Ave Domine Jesu Christe
66. Sequitur in lamentatione Hieremiae
67. Sicut ovis ad occisionem
68. Heth. Denigrata est super carbones
69. Hierusalem luge & exue te
70. Incipit oratio Hieremiae prophetae
71. Incipit oratio Hieremiae prophetae
72. Plange quasi virgo
73. Recessit pastor noster
74. O vos omnes qui transitis
75. Ecce quomodo moritur
76. Astiterunt reges terrae
77. Estimatus sum cum descendentibus
78. Sepulto Domino signatum est monumentum
79. Benedictus Dominus Deus Israel
80. Miserere mei Deus secundum
81. Benedictus Dominus Deus Israel
82. Miserere mei Deus secundum
83. Incipit lamentatio Hieremiae prophetae
84. He. Facti sunt hostes
85. Lamech. O vos omnes qui transitis
86. Sequitur in lamentatione Hieremiae
87. He. Factus est Dominus
88. Teth. Defixae sunt in terra portae eius
89. Sequitur in lamentatione Hieremiae
90. Zai. Candidores Nazarei
91. Incipit oratio Hieremiae prophetae
92. Christus natus est nobis. 6. Toni
93. Christus natus est nobis. 4. Toni